# 독일의 과학기술

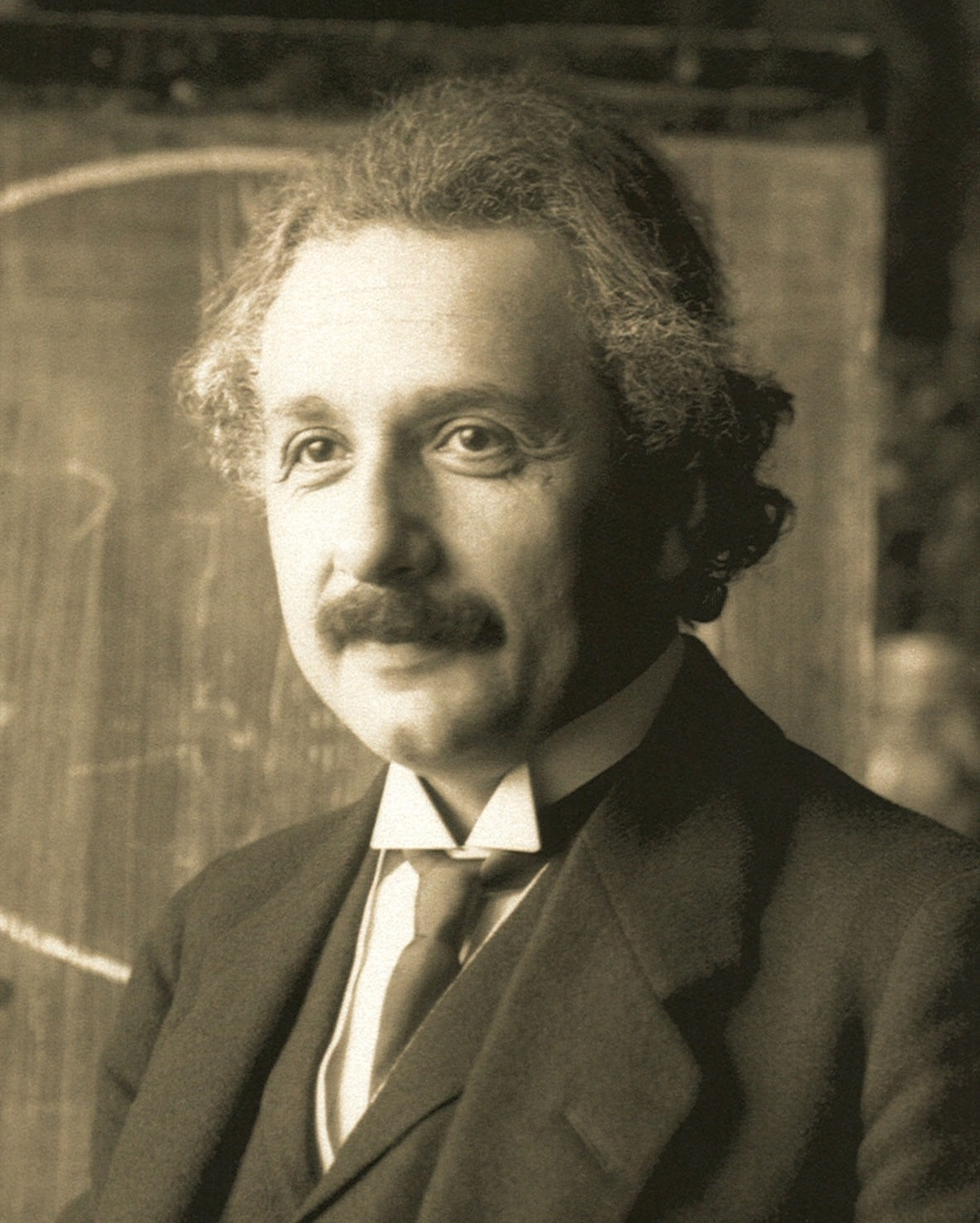
알베르트 아인슈타인(1921), 물리학자이자 노벨상 수상자

독일은 세계적으로 중요한 위치에 있는 기술 및 과학력을 가지고 있다. 산업 혁명 이후, 독일어를 구사하는 연구자들은 경험 과학을 확립하는 데 중요한 역할을 해왔다. 특히 다양한 산업의 경제적 성과와 지식의 실천은 엔지니어들의 창의적인 작업에 의해 추진되었다. 2016년 특허협력조약 통계에 따르면 전 세계에서 등록된 전체 특허 의 약 8%가 독일에서 나온 특허이며 독일은 미국, 일본, 중국에 이어 4위를 차지했다. 독일은 물리학, 수학, 화학 및 공학을 비롯한 다양한 과학 분야에서 가장 저명한 연구자들의 본거지였다. 제2차 세계 대전 이전 독일은 다른 어느 나라보다 많은 과학 분야에서 노벨상 수상자를 배출했으며, 자연과학 분야에서 큰 성과를 이룬 국가로 손꼽혔다. 독일은 2024년 115명의 노벨상 수상자를 배출하였고, 이는 전 세계에서 3번째로 많다.
독일의 과학 성과는 오늘날에도 영향을 미쳐, 독일어도 과학계에서 중요한 언어 중 하나로 취급되었다. 그러나 전쟁 후 많은 과학 연구자들이 나치 독일의 영향과 미국의 페이퍼클립 작전, 소련의 오소아비아킴 작전으로 인해 죽음을 맞이했거나 전쟁에서 패배했다는 이유로 독일이나 독일의 과학은 주도적인 위치에서 멀어졌고, 과학 언어로서의 독일어도 과학계에서 주도적인 위치를 잃게 되었다.

## 교육
독일은 과학 교육이 매우 발달한 국가이다. 2020년에는 약 290만 명의 학생이 독일의 대학교에서 공부했다. 이 중 약 14%가 유학생이었다.

## 과학 분야별

### 공학
독일은 공학으로 가장 유명한 국가이다. 대표적으로 자동차 기술과 우주 항공 기술이 있으며, 특히 자동차 기술은 독일의 상징으로도 잘 알려져 있다.

### 우주 항공 기술
독일은 유럽 우주국(ESA) 에 가장 많이 기여하는 회원국이다.

### 심리학
독일은 오스트리아와 일본과 함께 심리학 분야에서 가장 많은 공을 세운 국가이다. 

### 전쟁 및 전술
카를 폰 클라우제비츠는 프로이센의 장군이자 군사 개혁가, 윤리학자였다. 전쟁 철학 등을 구상하기도 했으며 그의 미완성 주요 작품 Vom Kriege를 통해 알려졌다. 전략, 전술 및 철학 에 대한 그의 이론은 모든 서방 국가의 군사 이론에 큰 영향을 미쳤으며 오늘날까지도 군사 아카데미에서 가르치고 있다. 클라우제비츠의 이론은 군사 분야에서뿐만 아니라 경영 및 마케팅에도 사용된다. 가장 많이 인용되는 것은 그의 작품에서 나온 "전쟁은 다른 수단을 통한 정책의 연속이다." 라는 문장이다.